# 小行星3381
小行星3381（英語：3381 Mikkola）是一颗围绕太阳公转的小行星。1941年10月15日，利斯·奧特瑪在图尔库发现了此天体。
这颗小行星的绝对星等为134.3910685744926等。